# Ћурке
Ћурке (лат. Meleagridinae) су потпородица породице фазана (Phasianidae). Потпородица укључује један живи и два изумрла рода.

## Родови и врсте
| - Род Ћурке () - Дивља ћурка () - Домаћа ћурка - Јукатанска ћурка () - Калифорнијска ћурка (Meleagris californica) † - † | - Род † - † - Род † - † |